# M22 Locust
M22 Locust (ang. szarańcza) – amerykański lekki czołg z okresu II wojny światowej przeznaczony dla oddziałów powietrznodesantowych.

## Historia
Nowy, lekki czołg mający służyć w wojskach powietrznodesantowych został zamówiony w maju 1941; prototyp powstał pod koniec tego roku i otrzymał oznaczenie Light Tank T9.  W styczniu 1942 zamówiono dwa następne prototypy, w których zrezygnowano z niektórych rozwiązań z pierwszej wersji w celu zmniejszenia masy pojazdu (zmieniono kształt wieży, usunięto silnik do obracania wieży, żyroskopowy stabilizator działa i karabin maszynowy z kadłuba). Zmodyfikowane czołgi, które otrzymały oznaczenie T9E1 Light Tank (Airborne),  poddano testom w 58. powietrznodesantowym batalionie czołgów. W kwietniu 1942 roku, jeszcze przed zakończeniem prób T9E1, firma Marmon-Herrington otrzymała pierwsze zamówienie na 500 czołgów, a następnie kolejne dwa, na 500 i 1000 czołgów. Łącznie planowano więc produkcję 2000 czołgów tego typu. Produkcja trwała od marca 1943 roku do lutego 1944 roku. Zbudowano 830 czołgów. We wrześniu 1944 roku nieprodukowany już czołg otrzymał oficjalne oznaczenie M22 Light Tank (Airborne).

## Służba
Czołgi typu „Locust” nie zostały nigdy użyte bojowo przez armię amerykańską. Nie posiadała ona odpowiedniego samolotu ani szybowca do ich transportu w warunkach bojowych. Z trudem można je było przewozić (po zdjęciu wieży) pod kadłubem samolotu transportowego Douglas C-54 Skymaster, ale ponieważ montaż czołgu po transporcie zajmował 3,5 godziny, z możliwości tej nigdy nie skorzystano. W lepszej sytuacji byli Brytyjczycy, którzy otrzymali w ramach Lend-Lease 260 czołgów M22. Użyli oni do ich transportu ciężkich szybowców transportowych General Aircraft Hamilcar. Czołgi brytyjskie otrzymały nazwę Locust (ang. szarańcza). Czołgi brytyjskie były pozbawione uchwytów służących do podwieszania pod samolotem, otrzymały za to wyrzutnie granatów dymnych, a kilka z nich zostało wyposażone w nasadki Littlejohn na lufach dział. Czołgi Locust brały udział w operacji „Varsity” (forsowanie Renu) 24 marca 1945 roku. Zostały tam użyte przez 6th Airborne Armored Reconnaissance Regiment, 6 Dywizji Powietrznodesantowej.
Po wojnie część czołgów została przekazana do Egiptu. Były użyte w czasie I wojny izraelsko-arabskiej 1948–1949, m.in. podczas operacji Horew.